# Norwich (Verenigd Koninkrijk)
Norwich (/ˈnɒɹɪdʒ/) (Nederlands, verouderd: Noordwijk) is een Britse stad in het graafschap Norfolk, gelegen aan de rivier de Wensum. Administratief is het een district met de titel van city, tevens hoofdplaats van het shire county Norfolk. Norwich heeft een oppervlakte van 39 km² en telde 141.000 inwoners in 2018. De stad heeft een aanzienlijk middeleeuws patrimonium, met voorop de kathedraal en het kasteel.

## Geschiedenis

### Vroege middeleeuwen
De eerste bewoners waren waarschijnlijk de Angelsaksen in de 5e en 6e eeuw. Mogelijk vestigden zich twee verschillende groepen in dit gebied, ieder aan een kant van de rivier. De ene vestiging werd Northwic (later Norwich), de ander Westwic. Het werd al spoedig een welvarende handelsstad die zijn eigen munten sloeg. Opgravingen hebben aangetoond dat hun schepen al in de 8e eeuw de Rijn opvoeren. Aan deze welvaart kwam een einde toen koning Sven Gaffelbaard de stad in 1004 plat brandde.

### Hoge en late middeleeuwen
Op aandringen van Willem de Veroveraar werd Norwich Castle gebouwd in de periode 1066-1087. In 1087 werd Herbert de Losinga naar Engeland ontboden. Na enkele jaren werd hij bisschop van Norwich en in 1096 legde hij de eerste steen voor de bouw van de kathedraal.
In Norwich werd in 1144 een christelijke jongen vermoord, William of Norwich genaamd, waarvan de joden door het heersende antisemitisme de schuld kregen. Op 9 februari 1190 werd een groot aantal Joden in Norwich vermoord. In 2004 werden bij opgravingen botten gevonden van 17 mensen (inclusief 11 kinderen), die vermoedelijk slachtoffer waren van die moordpartij.
In 1171 vond in Norwich een grote stadsbrand plaats. In de late middeleeuwen werd veel geld verdiend aan de handel in wol die naar allerlei Europese landen werd geëxporteerd. De stad ontwikkelde zich voorspoedig en was in de 14e eeuw, na Londen, de grootste stad van Engeland. Aan deze periode dankt de stad een groot aantal monumenten, waaronder zeventien middeleeuwse kerken.

### Zestiende eeuw
In het begin van de 16e eeuw heerste er onvrede over rijke landeigenaars die openbaar land omringden met hekken en vervolgens zelf gebruikten. Dit had als gevolg dat in juli 1549, tijdens Edward VI, een opstand losbarstte. Hekken werden omver getrokken. Hun leider werd Robert Kett. Met 1600 mannen had hij een kamp opgezet op Mousehold Heath. Ze bestormden Norwich op 21 juli. Op 1 augustus versloegen zij de markies van Northampton die door de koning was gezonden om hen te verdrijven. Ten slotte werden de Ketts verslagen tijdens de Slag van Dussindale op 27 augustus. Kett werd gevangengenomen en op 7 december opgehangen in het kasteel van Norwich.
In de tijd van de Reformatie en de Tachtigjarige Oorlog weken een groot aantal religieuze ballingen uit de Nederlanden en Frankrijk uit naar Norwich, vanaf de jaren 1560 maar vooral na de Val van Antwerpen (1585). Onder deze immigranten waren veel wevers, vanwege de wolhandel in Norwich. In deze stad trof men de grootste ballingengemeenschap aan in Engeland buiten Londen. In 1571 zouden er zich circa 4000 personen opgehouden hebben afkomstig uit de Nederlanden en Frankrijk. Ze maakten meer dan een derde van de bevolking van Norwich uit, wat gemengde gevoelens losmaakte bij de Engelsen. Vooral protestanten uit het Westkwartier, en meer specifiek uit Ieper, kozen er voor zich in Norwich te vestigen. De Walen introduceerden er de kanarie, nu de mascotte van de stad en die terug te vinden is in het logo van Norwich City FC. Hun ontmoetingsplaats was de Strangers' Hall, die in 1340 in gebruik was genomen als burgemeesterswoning. Later trokken veel Zuid-Nederlandse vluchtelingen terug naar het bevrijde Noord-Nederland, onder andere naar Leiden.

### Achttiende en negentiende eeuw
Ondanks enkele pest-uitbraken had de stad in de 18e eeuw nog bijna 30.000 inwoners. Daarmee was het toch een van de 50 grootste steden van Europa. In 1701 werd de Norwich Post gepubliceerd, de eerste provinciale krant in Engeland. In 1750 waren er negen boekenwinkels, in 1758 werd het Royal Theatre geopend. Het intellectuele leven bloeide in deze periode op.
Eind 18e eeuw ondervond de wolhandel sterke concurrentie van wol uit Yorkshire en katoen uit Lancashire. De oorlog met Frankrijk had overzeese handel in 1793 stilgelegd. De lonen zakten. Er kwamen protesten op straat. In 1795 werd de Norwich Patriotic Society opgericht, een soort vakbond. De economische crisis was landelijk, en politici hadden moeite herkozen te worden. In 1797 werd de Norwich Union Society opgericht door Thomas Gobnold, een wijnkoper die naar Norwich verhuisde en ontdekte dat hij zich daar niet kon verzekeren. De officiële naam werd Norwich Union Society for the Insurance of Houses, Stock and Merchandise from Fire. Norwich Union werd de grootste verzekeringsmaatschappij van Engeland.
In 1845 kreeg de stad een eigen spoorwegstation, naar plannen van Samuel Morton Peto.

### Twintigste eeuw
Tijdens de Tweede Wereldoorlog leed de stad veel schade, vooral tijdens de Baedeker Blitz in april 1942. Het in 1938 gebouwde stadhuis bleef onbeschadigd, maar de oude binnenstad leed veel schade en de chocoladefabriek Mackintosh, de bierbrouwerij en twee grote warenhuizen (nu Tom Lewis en Debenhams) werden vernietigd.
In de 20e eeuw was de industrie in Norwich van belang, onder meer de fabricage van schoenen (Start-rite), kleding, chocolade en vliegtuigen. In 1970 vestigde de Koninklijke Drukkerij (HMSO) zich in Norwich.

## Bezienswaardigheden

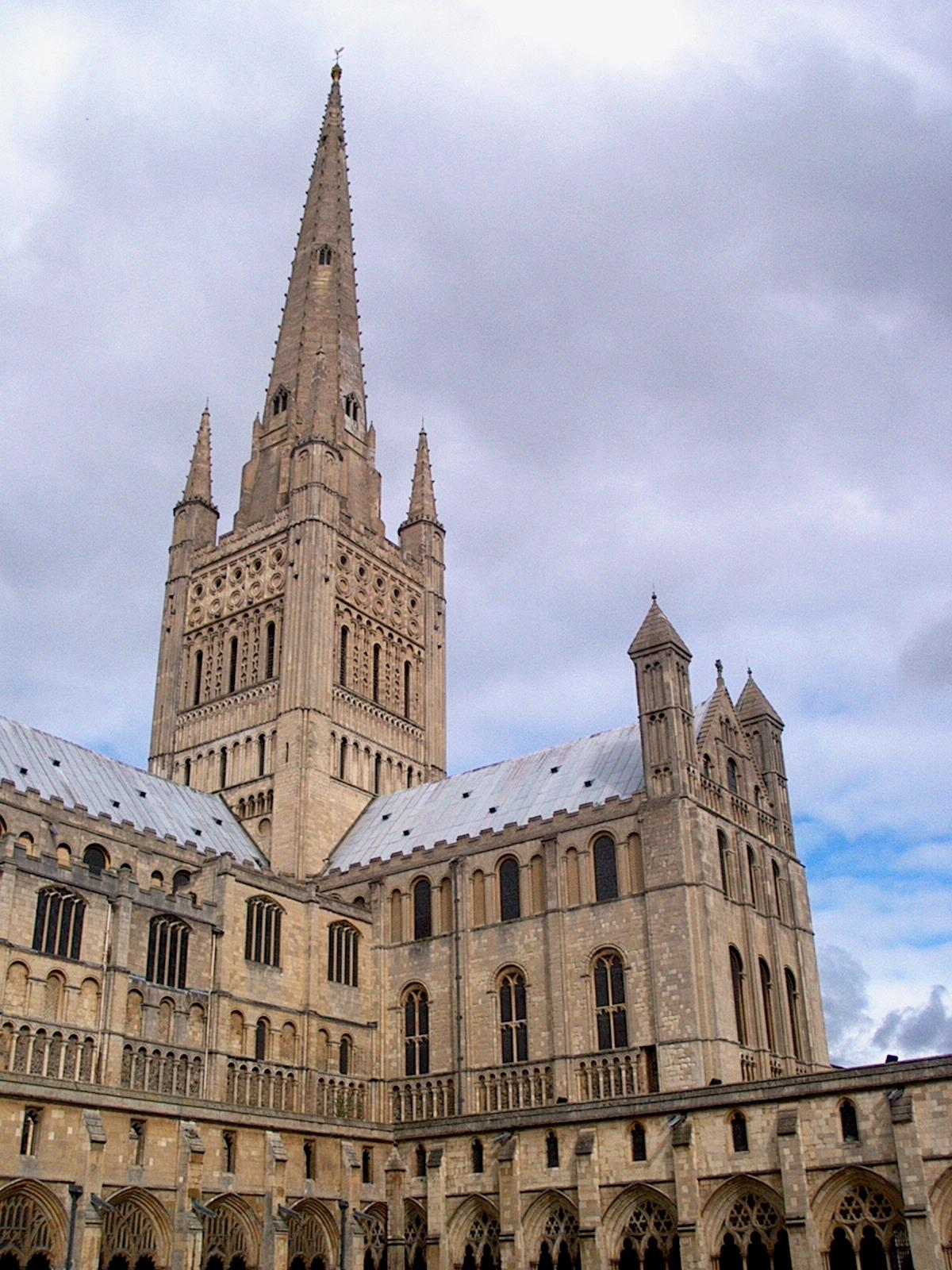
Kathedraal van Norwich

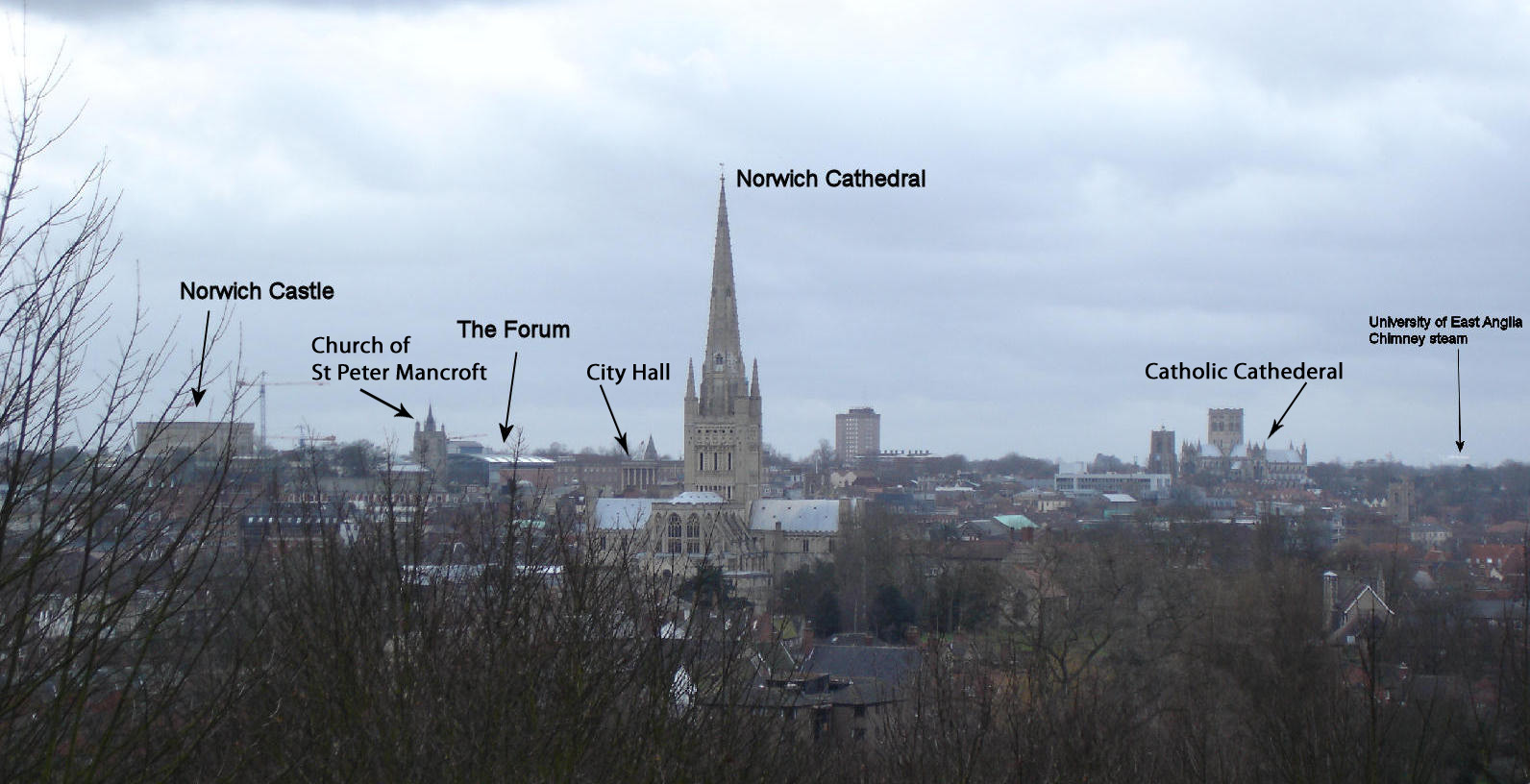
Skyline van Norwich

### Gebouwen
- Kathedraal van Norwich
- Norwich Castle
- Elm Hill
- Universiteit van East Anglia

### Musea
De belangrijkste musea zijn:
- Norwich Castle Museum

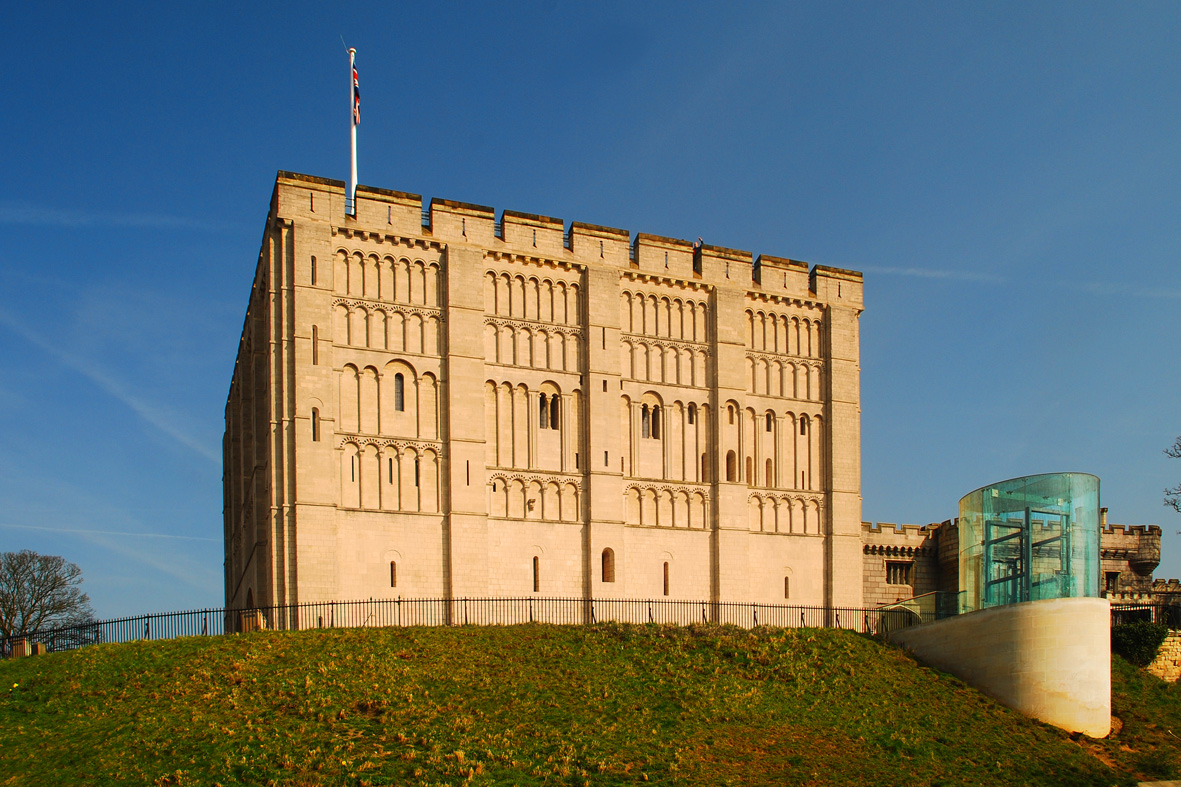
Norwich Castle

- Strangers' Hall over lokale geschiedenis; in de 17e eeuw werd het een ontmoetingsplaats voor geïmmigreerde Walen en hugenoten, daaraan dankt het museum zijn naam.
- Dragon Hall, handelspand uit 1427, nu National Centre for Writing
- Sainsbury Centre for Visual Arts, museum
- Royal Norfolk Regimental Museum, in 2011 verhuisd naar het Castle Museum
- John Jarrold Printing Museum
- City of Norwich Aviation Museum bij Norwich Airport

### Theater
Norwich heeft de volgende theaters:

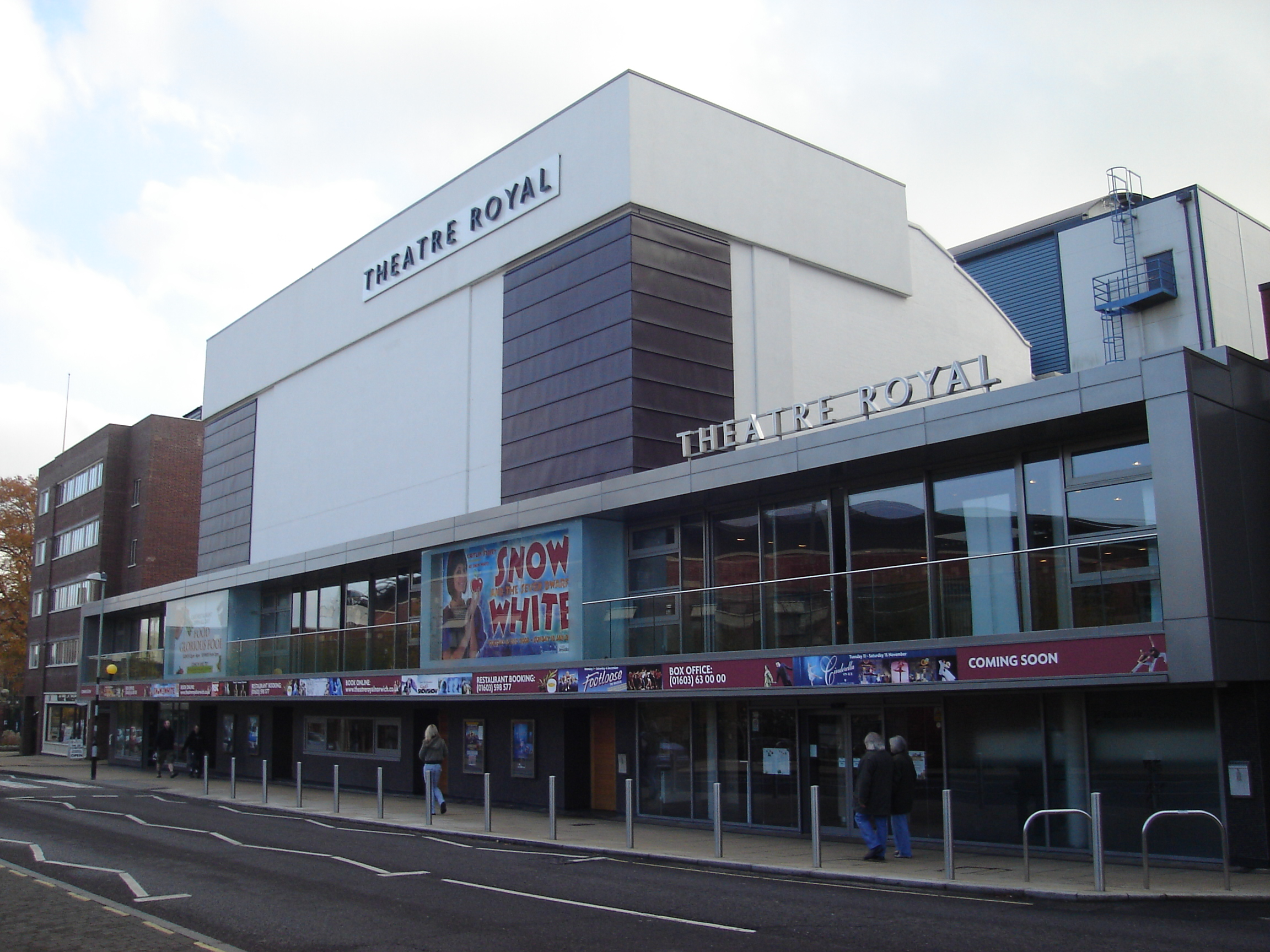
Theatre Royal

- Theatre Royal, na bijna 250 jaar in 2007 herbouwd, 1300 plaatsen
- Norwich Playhouse, 300 plaatsen
- Maddermarket Theatre, geopend in 1921, 310 plaatsen, soort Shakespeare-theater
- Norwich Puppet Theatre, geopend in 1979, 185 plaatsen
- The Garage, 110 plaatsen
- platform (voorheen City College Norwich), 250 plaatsen
- Sewell Barn Theatre, 100 plaatsen
- Norwich Arts Centre, geopend in 1977, 290 plaatsen
- Whiffer Theatre, geopend in 1981, openluchttheater in de kasteeltuin, 80 plaatsen (+ 30 op balkon)
- The Forum, openluchttheater naast gebouw The Forum

## Sport
- Voetbal: Norwich City FC, Norwich United
- Hockey: Norwich City
- Er zijn veel golfbanen bij Norwich, de oudste is de Royal Norwich Golf Club (1893).

## Geboren
- Thomas Morley (1557 of 1558-1602), componist
- William Jackson Hooker (1785-1865), botanicus, botanisch illustrator
- Harriet Martineau (1802-1876), sociologe en schrijfster
- Frederick Sandys (1829-1904), kunstschilder, tekenaar en illustrator
- Donald Burton (1934-2007), acteur
- Tony Sheridan (1940-2013), zanger en gitarist
- Ruth Madoc (1943-2022), actrice en zangeres
- Philip Pullman (1946), schrijver
- Stuart Agnew (1949), politicus
- Jocelyn Lovell (1950-2016), wielrenner
- Julian Jarrold (1960), regisseur
- Zoe Telford (1973), actrice
- Olivia Colman (1974), actrice
- Danny Mills (1977), voetballer
- Nathan Fake (1983), danceproducer
- Alex Bruce (1984), voetballer
- Chris Cohen (1987), voetballer
- Jed Steer (1992), voetballer